# Kjellbergska flickskolan

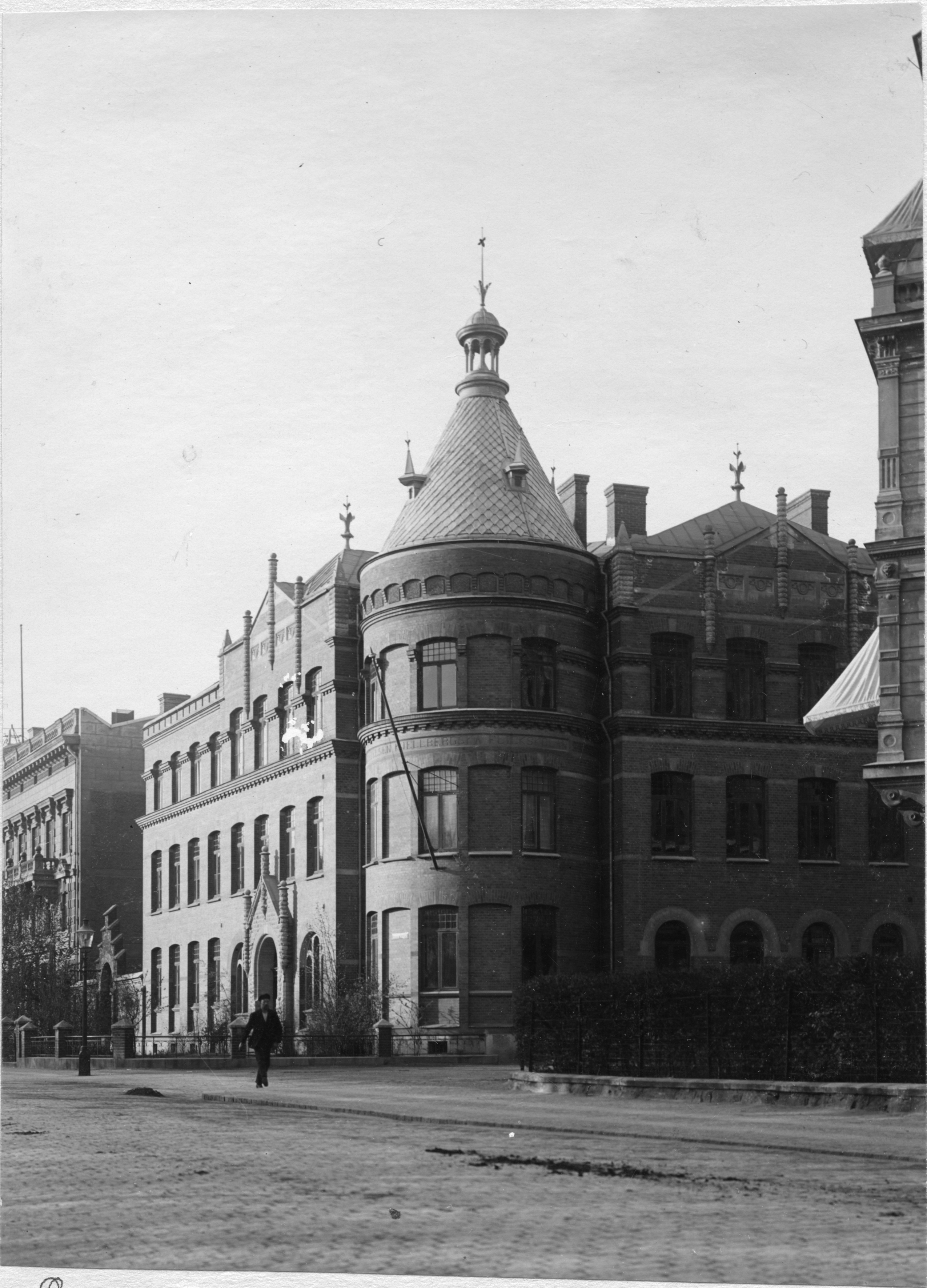
Skolbyggnaden vid Södra Vägen, riven 1967.

Kjellbergska flickskolan var en flickskola i Göteborg som började sin verksamhet 1835 och upphörde 1967.

## Historik

### Bakgrund
Genom sitt testamente på 75-årsdagen (22 oktober 1826) utlovade grosshandlare Jonas Kjellberg 50 000 riksdaler till ett "fruntimmers seminarium" i Göteborg, "till förmån för detta i så motto vanlottade kön, att der undervisas i allt hvad flickan, för att beredas till en kunnig, sedig och väl utbildad samhällsmenniska, god maka och from husmoder, har nödigt att lära och veta". Testamentet stipulerade även att en fond bildades, där avkastningen så småningom skulle användas till uppförandet av ett eget skolhus. Reglementet för skolans verksamhet i 30 paragrafer upprättades av Kjellberg den 25 januari 1827.

### Verksamhet
Skolan inrättades 1832 och öppnades den 22 oktober 1835 för 15 elever som snart ökade till 30, i åldern 9 till 16 år. Skolämnena var religion, franska, tyska, engelska, svenska, historia, geografi, skönskrivning, räkning, musik, ritning och handarbete. Verksamheten inrymdes först i det så kallade Kindbergska arvingarnas hus vid Spannmålsgatan. Skolan hade en viss undantagställning av vad som var vanligt för samtidens flickskolor av två skäl: dels hade den som uttalat mål att ge kvinnor en utbildning som de kunde använda till att försörja sig själva som yrkesmänniskor, och dels var den avgiftsfri för att kunna ta emot just de elever ur borgerskapet som hade behov av att kunna försörja sig själva, något som ställer den nära Fruntimmersföreningens flickskola.
Direktionen för skolan utgjordes av domprosten D.M. Hummel (ordförande), adjunkten Magnus Ullman, regementspastorn A.J. Broman, grosshandlaren A.G. Levgren, grosshandlaren J.A. Kjellberg, grosshandlaren I.A. Stangenett och juveleraren Johannes Daniel Blomsterwall. Biskopen över Göteborgs stift skulle enligt reglementets första paragraf alltid vara hedersledamot av stiftelsen. Den första lärare som skulle leda verksamheten var Helena Eldrup, då anställd vid Societetsskolan i Göteborg.
Genom annonser i stadens tidningar uppmanades föräldrar och målsmän, "som ansågo sig competente", att anmäla sina barn eller myndlingar för skolans direktion i domprosthuset "den 28 september kl. 3 e. m." Av 21 anmälda sökande till skolan antogs 15 flickor i åldern 8-15 år. Läsåret 1842 utexaminerades 24 elever. Samma år utgjordes skolans fond av 43 935 riksdaler. Vårterminen 1875 undervisades 92 elever på skolan.  Skolan fick statsunderstöd från 1903. Från 1909 utfärdade skolan normalskolekompetens.
Kjellbergska flickskolan omorganiserades 1863 och 1868 till en högre flickskola enligt ett reformprogram skapat utifrån Statens Normalskola för flickor vid Högre lärarinneseminariet i Stockholm.

### Lokaler

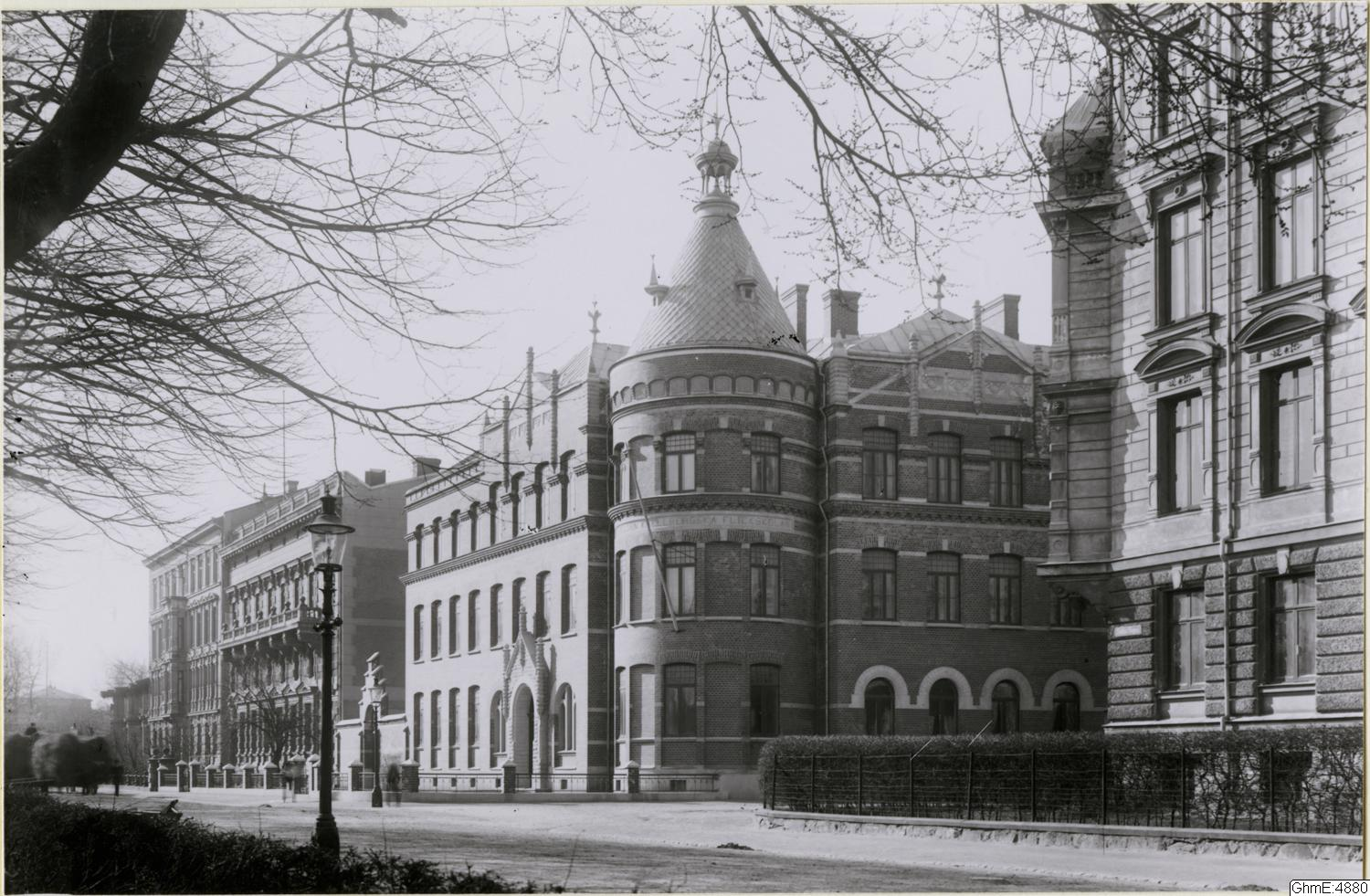
Kjellbergska Flickskolan vid Södra Vägen 23. Foto från år 1922 i Bildsamlingen vid Göteborgs stadsmuseum.

År 1870 uppfördes på den Hasselbladska ängen, senare Storgatan 3, flickskolans hus efter ritningar av Frans Jacob Heilborn. Verksamheten växte, varför ett nytt skolhus 1897-98 uppfördes vid Södra Vägen 23. Det var Göteborgs stad som ställde tomten nr 45 i kvarteret Glimmingehus i fjortonde roten, till förfogande. Arkitekt var Adrian C. Peterson.

### Seminarium
Kjellbergska flickskolan innefattade också ett seminarium, en yrkeskurs för vuxna kvinnliga lärare. En tillfällig sådan hölls 1884-86, men det var inte förrän 1908 en permanent yrkeskurs inrättades, kallad Högre Lärarinneseminariet vid Stiftelsen Kjellbergska flickskolan: från 1910 jämställdes en examen därifrån med den som gavs från Högre lärarinneseminariet i Stockholm. Seminariet upphörde 1932.

### Kommunal skola
Den 9 juni 1943 hölls den sista lektionen i Kjellbergska flickskolan som privatläroverk, och den 8 juli samma år erkände Kungl. Maj:t skolan som kommunal under namnet Kjellbergska kommunala flickskolan. Från hösten 1957 var skolan avgiftsfri.
Byggnaden revs på hösten 1967 för att lämna plats åt delar av ett parkeringshus. Den gamla byggnaden vid Storgatan såldes 1898 till Odd Fellow.

### Föreståndare[8]
- 1835–1872: Helena Eldrup
- 1872–1884: Therese Kamph
- 1884–1886: Hanna Lindström (Förvaltade endast posten och fick aldrig titeln)
- 1886–1912: Martha von Friesen
- 1912–1931: Thyra Kullgren